# Simyra atomima
Simyra atomima là một loài bướm đêm trong họ Noctuidae.